# Zabłudów (ville)
Pour les articles homonymes, voir Zabłudów.
Zabłudów est une ville polonaise de la voïvodie de Podlachie et du powiat de Białystok. Elle est le siège de la gmina de Zabłudów ; elle s'étend sur 14,30 km2 et comptait 2.485 habitants en 2010.
En juin 1941 pendant l'occupation allemande de la Pologne par les Nazis, un ghetto fut construit et on y rassembla 1800 Juifs des environs.
Le 2 novembre 1942, le ghetto fut liquidé et 1400 juifs furent transportés en train dans un camp proche de Białystok. De la, ils partirent vers le camp d'extermination de Treblinka et quasiment tous furent tués le jour même.

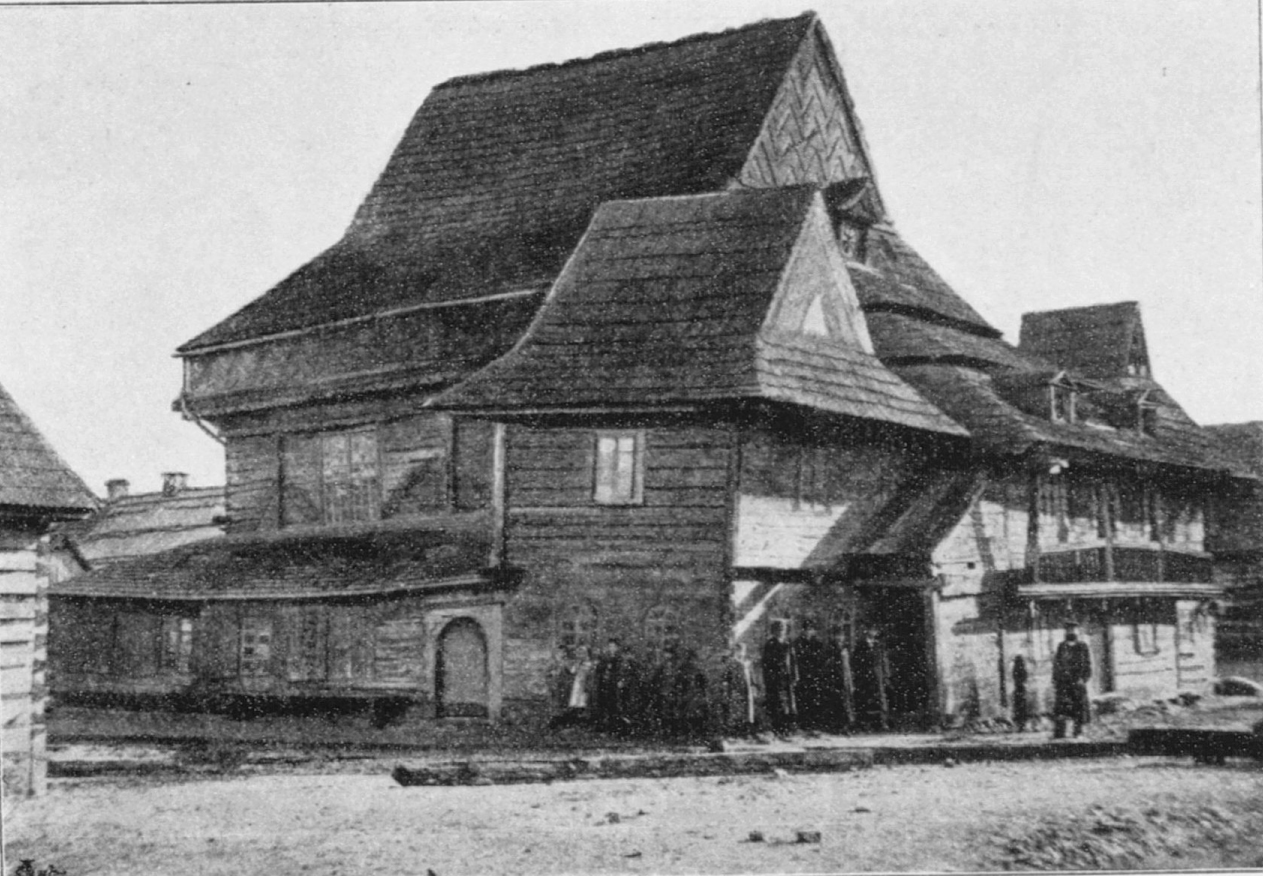
Synagogue en bois de la ville construite en 1637 (photo de 1895).
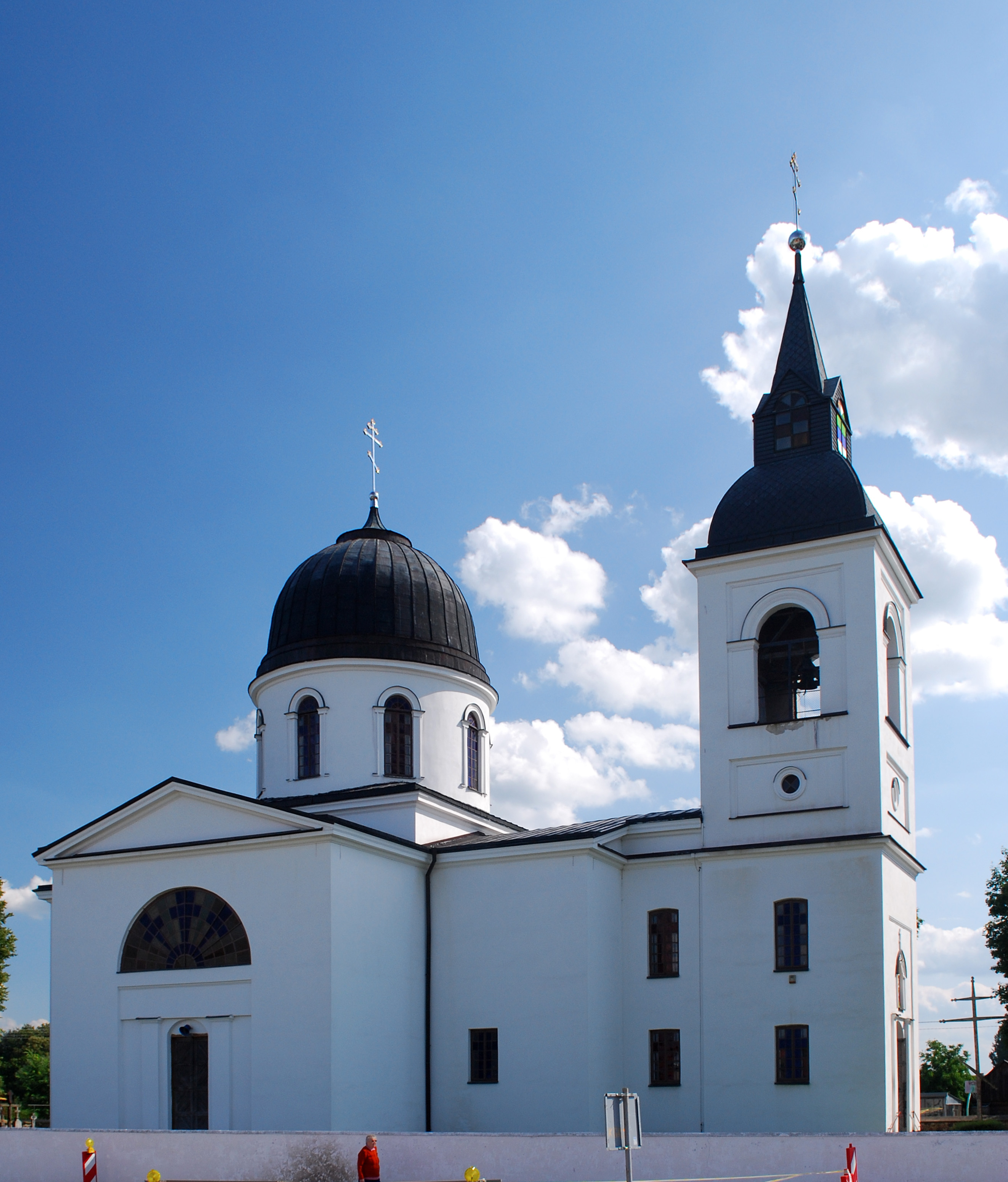
Église orthodoxe de Zabludow
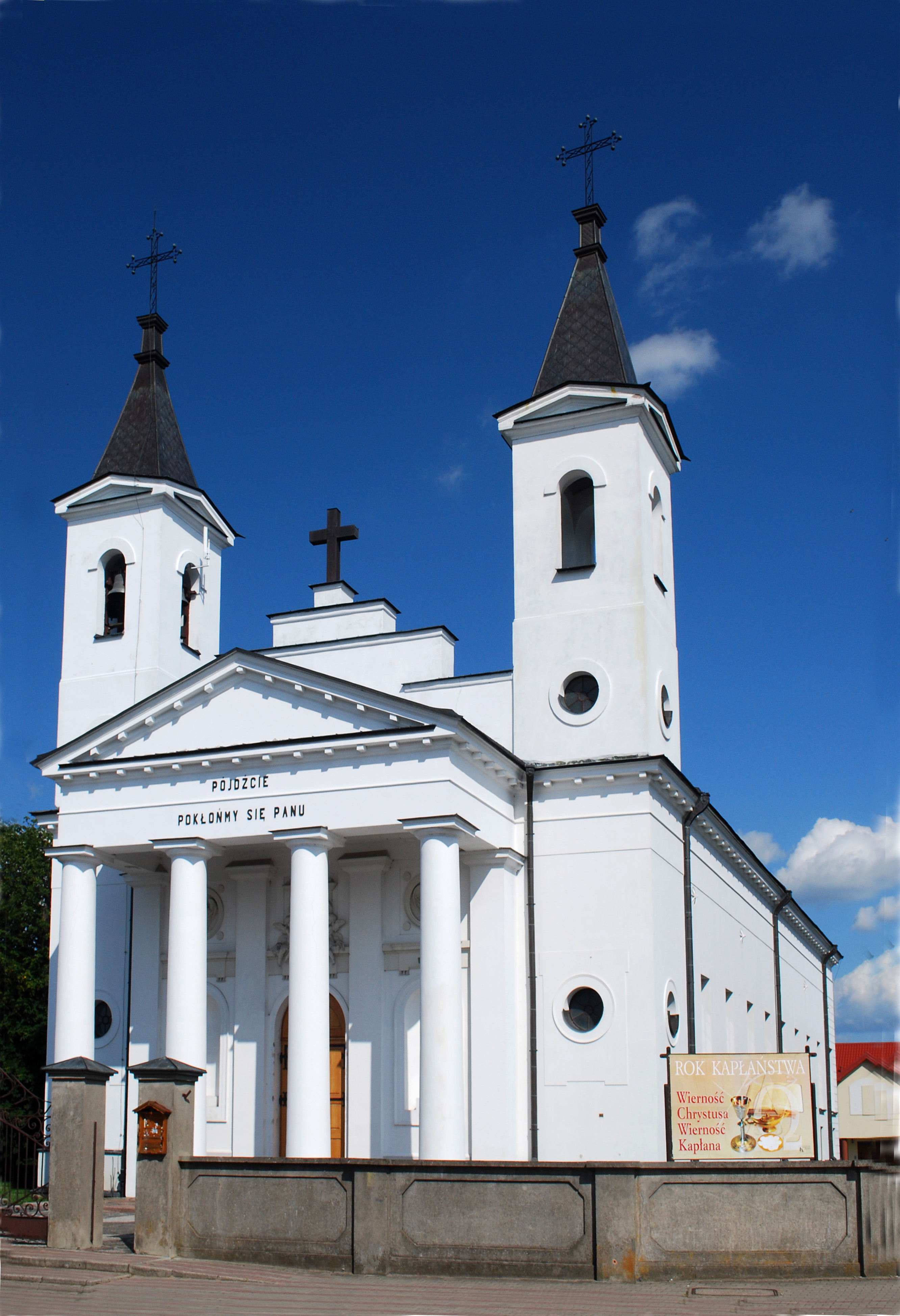
Église Saint-Pierre et Paul-catholique